# Edwige de Wessex
Pour les articles homonymes, voir Edwige.
Titre
Reine des Francs
917 × 919 – 922
Edwige (morte après 951) est une princesse de la maison de Wessex devenue reine des Francs par son mariage avec Charles III le Simple.
Son nom en vieil anglais est Eadgifu. Il est également attesté sous les formes Edgiva, Otgiva, Ottogeba, Ogive, Edgifu ou Ethgive.

## Biographie
Edwige est l'une des filles les plus âgées du roi Édouard l'Ancien et de sa deuxième épouse Ælfflæd. Son père la donne en mariage au roi de Francie occidentale Charles III le Simple entre 917 et 919, après la mort de sa première femme Frédérune. Elle reçoit en douaire le domaine de Tusey.
Charles et Edwige ont un fils, Louis, né en 920 ou 921. Lorsque son mari est capturé et fait prisonnier par le comte de Vermandois Herbert II en juillet 923, Edwige envoie leur jeune fils en sécurité de l'autre côté de la Manche, où il est éduqué à la cour d'Édouard, puis de son successeur Æthelstan, d'où son surnom d'« Outremer ». La plupart des sources rapportent qu'Edwige s'exile avec son fils, mais il est possible qu'elle soit restée en Francie et qu'elle ait joué un rôle dans l'organisation du mariage du duc Hugues le Grand avec sa sœur Eadhild en 926, afin de briser l'alliance entre Hugues et Herbert contre la lignée carolingienne,.
En 936, Louis est rappelé en Francie par les grands du royaume, parmi lesquels le duc Hugues, pour monter sur le trône, et sa mère l'accompagne. L'année suivante, il lui confie la direction de l'abbaye royale Notre-Dame de Laon, ainsi que de la forteresse royale de Laon. Néanmoins, il semble que son influence sur son fils ait diminué après le mariage de celui-ci avec Gerberge de Saxe, en 939.
Veuve depuis 929, Edwige se remarie en 951 avec Herbert le Vieux, comte d'Omois, le fils de Herbert II de Vermandois, l'ancien geôlier de son premier mari. Son nouvel époux lui offre en douaire des terres dépendant de l'abbaye Saint-Médard de Soissons, dont il est l'abbé laïc. Le roi, qui n'est mis au courant de cette union qu'après les faits, est furieux et retire à sa mère l'abbaye Notre-Dame et la ville de Laon, qu'il remet à sa femme.
Edwige meurt à une date inconnue après son second mariage, qui ne produit pas d'enfants. Herbert la fait enterrer à Saint-Médard.